# Serhij Ušakov
Serhij Ušakov (in ucraino Сергій Ушаков?; Arcangelo, 11 maggio 1968) è un ex ciclista su strada ucraino.
Professionista dal 1993 al 2002, conta due vittorie di tappa al Giro d'Italia, due alla Vuelta a España e una al Tour de France.

## Carriera
Passato professionista nel 1993 con la Lampre, si fece notare vincendo al primo anno una tappa alla Vuelta a España. Le sue doti di finisseur gli permisero di imporsi in numerose competizioni, tra cui il campionato nazionale ucraino, la classifica generale dell'Étoile de Bessèges e nelle principali corse a tappe.
Riuscì infatti a vincere due tappe al Giro d'Italia (1995 e 1996), altrettante alla Vuelta a España (1993 e 1999) ed una al Tour de France (1995), mentre nel 1997 fu privato della vittoria dell'undicesima tappa della competizione francese a causa di una scorrettezza in volata.

## Palmarès
- 1988

12ª tappa Olympia's Tour
- 1990

5ª tappa, 2ª semitappa Giro delle Regioni (Monteroni d'Arbia)
- 1992

Giro del Mendrisiotto
- 1993

18ª tappa Vuelta a España (Gijón)
- 1995

2ª tappa Étoile de Bessèges (Les Salles-du-Gardon)
4ª tappa Étoile de Bessèges (Bordezac, cronometro)
Classifica generale Étoile de Bessèges
20ª tappa Giro d'Italia (Gressoney-Saint-Jean)
13ª tappa Tour de France (Revel)
- 1996

22ª tappa Giro d'Italia (Milano)
- 1997

Gran Premio di Chiasso
3ª tappa Volta Ciclista a Catalunya (Manresa)
8ª tappa Volta Ciclista a Catalunya (Andorra)
6ª tappa Ruta Ciclista Mexico
- 1999

10ª tappa Vuelta a España (Saragozza)
4ª tappa Sachsen-Tour International
- 2000

Campionati ucraini, Prova in linea
- 2002

2ª tappa Euskal Bizikleta (Zeanuri)

### Altri successi
- 1994

Acht van Chaam
- 1995

Profronde van Surhuisterveen

## Piazzamenti

### Grandi giri
- Giro d'Italia

1994: 21º
1995: 73º
1996: 77º
1997: 94º
2001: fuori tempo (9ª tappa)
- Tour de France

1993: 97º
1994: 63º
1995: 74º
1996: fuori tempo (6ª tappa)
1997: 113º
1998: non partito (19ª tappa)
- Vuelta a España

1993: 50º
1995: ritirato (8ª tappa)
1996: ritirato (14ª tappa)
1998: ritirato (19ª tappa)
1999: non partito (13ª tappa)

### Classiche
- Milano-Sanremo

1995: 32º
1996: 29º
1997: 7º
1998: 92º
1999: 140º
- Giro delle Fiandre

1997: 37º
- Liegi-Bastogne-Liegi

1994: 68º
1996: 51º

### Competizioni mondiali
- Campionati del mondo

Agrigento 1994 - In linea: 49º
Lugano 1996 - In linea: ritirato
- Giochi olimpici

Atlanta 1996 - In linea: 14º
Sydney 2000 - In linea: 39º